# Johann Reinhold Forster
Pour les articles homonymes, voir Forster.
Johann Reinhold Forster (22 octobre 1729, Dirschau au sud de Dantzig - 9 décembre 1798, Halle (Saxe-Anhalt)) est un naturaliste allemand.

## Biographie
Forster est un descendant d'une famille du Yorkshire qui s'est installée au milieu du XVIIe siècle à Dantzig.
Forster est connu pour ses contributions dans le domaine de l'ornithologie européenne et nord-américaine. Il tire aussi sa renommée de sa participation, comme naturaliste, au deuxième voyage de James Cook dans l'océan Pacifique ; son fils Georg, l'accompagne.
Il étudie la théologie à l'université de Halle (Saxe-Anhalt) en Allemagne puis devient pasteur luthérien à Dantzig, puis intendant des colonies de Saratov en Russie.
En 1766, il se rend en Grande-Bretagne avec son fils Georg, où il donne des leçons de langues. Il enseigne trois ans à Warrington avant de s'installer à Londres, où il commence à être connu dans le domaine de l'histoire naturelle. Il fréquente notamment Thomas Pennant.
Il publie en 1771, l'une des premières faunes de l'Amérique du Nord, Catalogue of the Animals of North America, un petit octavo de 43 pages. L'année suivante, il publie, dans les Philosophical Transactions de Londres, An account of the Birds sent from Hudson's Bay, with observations relative to their natural history.

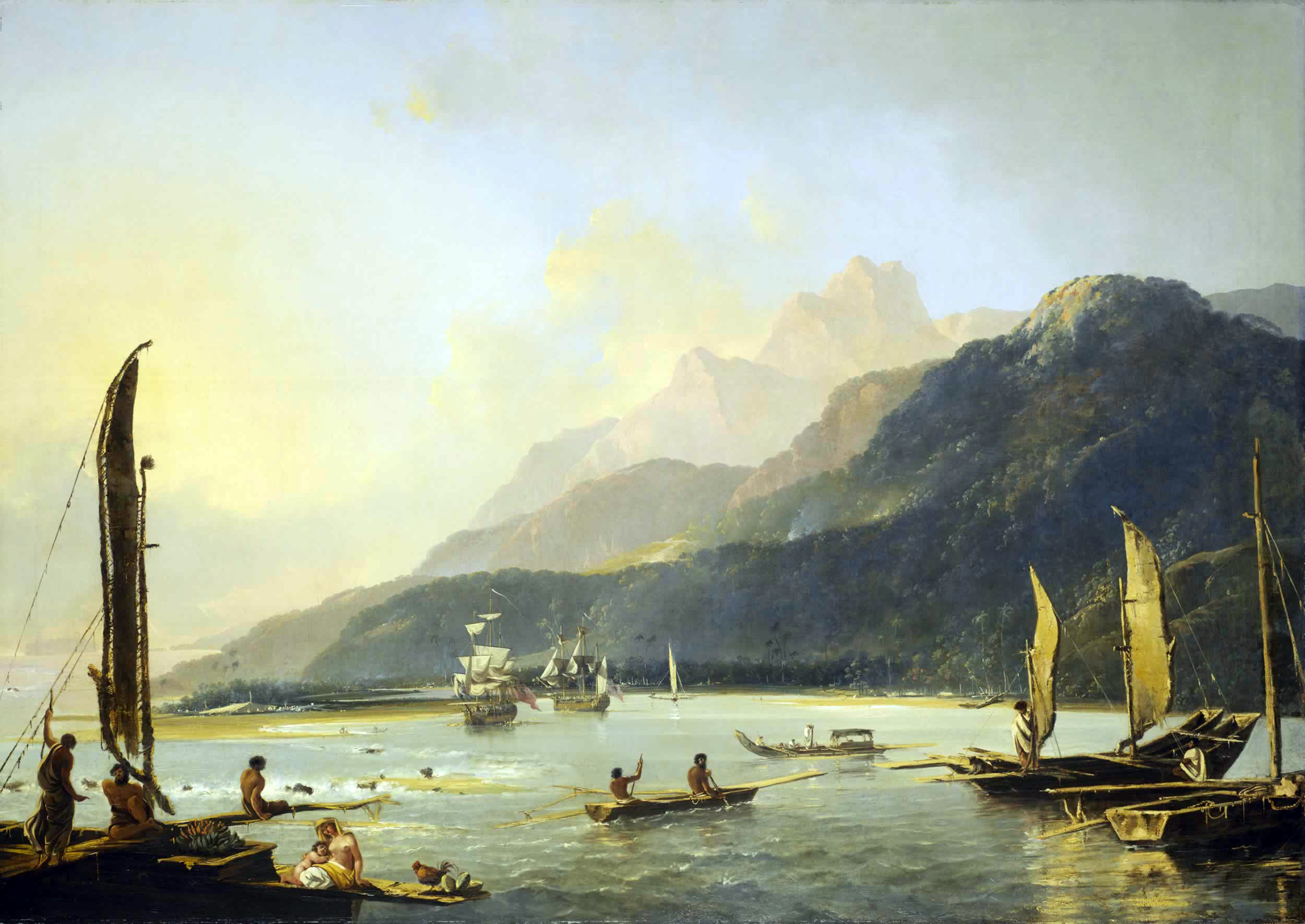
Escale à Tahiti lors du second voyage de Cook.
Tableau de William Hodges.

Joseph Banks renonce, au dernier moment, à accompagner Cook durant son deuxième voyage, Forster et son fils, Georg Forster (1754-1794), postulent pour le remplacer. En juillet 1772, ils embarquent à bord du Resolution ; ils ne reviendront en Grande-Bretagne qu'en juillet 1775. C'est durant une escale au Cap, que Forster rencontre Anders Sparrman et l'engage comme assistant.
À son retour à Londres, Forster découvre que le gouvernement ne s'intéresse pas à son travail et qu'il l'a privé des 1 000 livres de récompenses pourtant promises par contrat. Il se retrouve ruiné et ses collections sont dispersées. Les peintures de son fils sont vendues aux enchères à Joseph Banks pour rembourser les créanciers. C'est également Banks qui acquiert un grand nombre de spécimens des collections de Forster. Le reste est acquis par le grand collectionneur Sir James Darcy Lever (1729-1788). Une partie se trouve aujourd'hui conservée à l'herbier de l'université de Moscou.
Son manuscrit, Descriptiones animalium est déposé à la Bibliothèque nationale de Berlin et ne sera publié que longtemps après sa mort, en 1844.
Forster père et fils consignent soigneusement le récit de leur voyage et constituent une riche collection d'objets d'histoire naturelle et d'ethnographie. À son retour, Forster publie Observations Made during a Voyage round the World (1778). En novembre 1779, il devient professeur d'histoire naturelle et de minéralogie à l'université de Halle, en Prusse, où il demeurera jusqu'à sa mort en 1798.

## Publications
- Novæ species insectorum. Centuria I, Londini, T. Davies, B. White, 1771
- Characteres generum plantarum quas in itinere ad insulas maris australis collegerunt, descripserunt, delinearunt, annis 1772-1775 (Caractères des plantes australes), 1776 ;
- Observations faites pendant le second voyage de M. Cook, dans un voyage autour du monde, sur la géographie, la physique, l'histoire naturelle, Londres, 1778, en anglais, traduit en français par Jean Claude Pingeron ;
- Histoire des découvertes et des voyages faits dans le Nord, Francfort-sur-l'Oder, traduit par Pierre-Marie-Auguste Broussonnet (1761-1807), 1788.